# Torneo de Ruan 2022
El Open de Rouen 2022 fue un torneo de tenis profesional jugado en canchas de dura bajo techo. Se trató de la 1.ª edición del torneo que formó parte de los Torneos WTA 125s en 2022. Se llevó a cabo en Ruan, Francia, entre el 17 de octubre al 23 de octubre de 2022.

## Cabezas de serie

### Individuales
| Tenista            | Ranking | Preclasificada |
| Xiyu Wang          | 59      | 1              |
| Diane Parry        | 61      | 2              |
| Lucia Bronzetti    | 63      | 3              |
| Jasmine Paolini    | 78      | 4              |
| Viktorija Golubic  | 81      | 5              |
| Jaqueline Cristian | 83      | 6              |
| Maryna Zanevska    | 84      | 7              |
| Dalma Gálfi        | 89      | 8              |
| Harriet Dart       | 90      | 9              |
| Viktoriya Tomova   | 93      | 10             |

- Ranking del 10 de octubre de 2022

### Dobles
| Tenista                             | Ranking | Preclasificada |
| Natela Dzalamidze Kamilla Rakhimova | 132     | 1              |
| Misaki Doi Oksana Kalashnikova      | 190     | 2              |
| Viktorija Golubic Xinyun Han        | 194     | 3              |
| Harriet Dart Dalma Gálfi            | 232     | 4              |

## Campeonas

### Individuales femeninos
Maryna Zanevska venció a  Viktorija Golubic por 7–6(6), 6–1

### Dobles femenino
Natela Dzalamidze /  Kamilla Rakhimova vencieron a  Misaki Doi /  Oksana Kalashnikova por 6–2, 7–5